# Útoyggjar
Útoyggjar (betyder ydreøerne) og er et begreb som bruges til at beskrive Færøernes ydre periferi. Útoyggjar omfatter følgende øer: Fugloy, Svínoy, Kalsoy, Mykines, Hestur, Koltur, Skúvoy og Stóra Dímun. De har alle til fælles, at de har dårlig kommunikation med resten af øriget, og ikke altid kan nås hver dag, ofte grundet dårlig vejr. De områder som omfattes af Útoyggjar har den højeste fraflytting på øerne og er truet af affolkning. 
I december 2001 blev interesseorganisationen Útoyggjafelagið (Ydreøforeningen) stiftet.
Nólsoy var tidligere defineret som en del af Útoyggjar, men efter at øen blev indlemmet i Tórshavnar kommuna i 2005 er transportforholdene blevet bedre, og øen har mistet sin tidligere status som udkantsområde. Lítla Dímun er ikke beboet, og dækkes dermed ikke af definitionen.